# Eliodoro Villazón Montaño
Eliodoro Villazón Montaño (Sacaba, 22 de janeiro de 1848 — Cochabamba, 12 de setembro de 1939) foi um político boliviano e presidente de seu país entre 12 de agosto de 1909 e 14 de agosto de 1913.